# Arans
Arans is een klein dorp in het noorden van Andorra. Het dorp is gelegen in de parochie Ordino en ligt op een hoogte van 1721 meter. De hoofdstad van Andorra, Andorra la Vella, ligt op ongeveer 12 kilometer afstand.
Ansalonga ligt aan de CG-3 een weg tussen de hoofdstad en het skioord Vallnord en de rivier Valira del Nord.